# František Kec
František Kec (5. ledna 1883 Bezděkov – 18. května 1971) byl český technik a konstruktér automobilů, dlouholetý hlavní konstruktér a generální ředitel automobilky Praga.

## Osobnost
Narodil se v Bezděkově u Rokycan do rodiny zámečníka Antonína Kece a Johanny, rozené Braunové. Vyučil se strojním zámečníkem, díky jeho talentu a píli rodiče zastavili domek a umožnili mu vystudovat dvouletou průmyslovou školu v Plzni. Po jejím absolvování nastoupil svou kariéru, od píky se vypracoval od dílovedoucího po generálního ředitele největší automobilky v nově vzniklé Československé republice. V roce 1927 mu byl udělen stavovský titul inženýr. Byl odborníkem světového měřítka, inovátorem, autorem desítek patentů, publikoval a přednášel. Po druhé světové válce se stal kádrově nevhodným, neustále vyháněným, avšak neúnavným uchazečem o zaměstnání i přes svůj důchodový věk. Do konce života byl nesmírně energický, pracovitý a neústupný. Zemřel v plné duševní síle ve věku 88 let na následky zranění paradoxně po sražení automobilem. Jeho ženou byla Antonie Kecová, rozená Janečková z Plzně, měl dva syny, Jaroslava (1908–1994), rovněž strojního inženýra, se kterým spolupracoval na několika patentech a Vladimíra (1909-1983), zemědělského inženýra.

## Pracovní život

### 1901–1908
Strojnický dílovedoucí v továrně Hollman a Jeřábek v Plzni, vlastní konstrukce hasičské stříkačky, studniční čerpadla, pístová rychloběžná tlaková čerpadla s elektrickým pohonem, centrifugální nízkotlaká zavodňovací čerpadla, vysokotlaká a postřikovací převozná čerpadla poháněná benzinovým motorem. Navrhl a vyrobil dva velké elektricky poháněné prací stroje určené pro stavby údolních přehrad v Bedřichově u Liberce a v Jablonci nad Nisou. V roce 1906 zkonstruoval první moderní nákladní automobil s nosností 3tun. Chtěl se věnovat konstrukcím aut.

### 1908–1910
Šéfkonstruktér nákladních aut a autobusů v rakousko-uherské automobilce Laurin & Klement v Mladé Boleslavi. Navrhl horské autobusy pro linku v horských silnicích nad Kotorem.

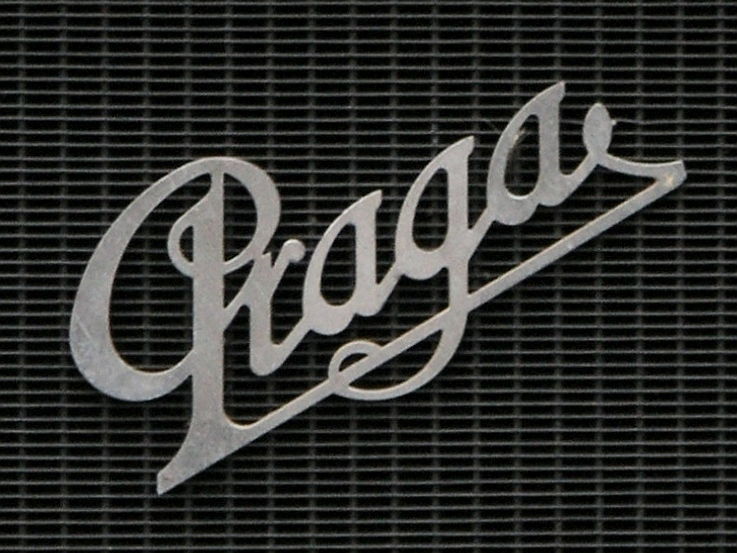
Logo vozů Praga, jejichž výrobu nastartoval Ing. František Kec se svými konstrukčními návrhy.

### 1911–1933
Vrchní konstruktér, od roku 1919 generální ředitel a konstruktér v automobilce Praga v Praze - Libni, dceřiné společnosti První českomoravské továrny na stroje v Praze (1.ČMTS se 1927 sloučila pod Českomoravskou-Kolben-Daněk, ČKD). Zachránil společnost před krachem získáním zakázky ministerstva války na dodávku vojenských vozů, navrhl vojenský nákladní vůz Praga V (tzv. autovlak), jehož prodej rakousko-uherské císařství dotovalo. Z pozice šéfkonstruktéra stanovil pevný řád výkresové dokumentace. Poté zahájil výrobu spolehlivých osobních aut vlastní konstrukce, vybudoval společnost o 6000 zaměstnancích, největší automobilku Československé republiky, její roční obrat byl ve 30. letech větší než obrat Škody a Tatry dohromady, obnovil reputaci značky Praga. Zavedl systém posloupnosti a návaznosti typů a unifikace dílů. Vypracoval a uplatňoval soubor zásad řízení podniku (shrnul Zdenko Janák), spočívala v optimalizaci procesů výroby, aby se zlevnila výroba, ale ne na úkor kvality, uplatňoval patenty pro zvýšení bezpečnosti a pohodlí při jízdě. I v roli ředitele se věnoval konstrukci: je tvůrcem nákladního automobilu Praga N o nosnosti 5 tun. V roce 1933 odchází po neshodách ve strategii Pragovky, aby získal odstupné, byl nucen podepsat konkurenční doložku, že nepřejde již do žádné jiné automobilky.

### 1941–1947
Technický ředitel ve firmě Ogar a.s. v Praze - Strašnicích, která vyráběla jízdní kola a motocykly, vypracovala se za Jawou a ČZ a.s. na třetí československou továrnu na motocykly. Po znárodnění podniku nuceně odchází.

### 1949–1951
Technický konzultant v Československých závodech automobilových a leteckých. Podával řadu zlepšovacích návrhů: mechanicko-pneumatické odpružení pro autobus Š 706 RTO, zjednodušenou motorovou brzdu, efektivnější převodovky, návrhy však nebyly realizovány.

### 1951–1954
Konzultant ve vývoji a dokumentaci na ministerstvu všeobecného strojírenství.

### 1955
Zaměstnanec patentového střediska ministerstva automobilového průmyslu.

### 1955–1958
Ústav pro výzkum motorových vozidel, vedoucí referátu pro hospodářský přezkum všech vynálezů z oblasti automobilismu, které byly státu nabízeny nebo odevzdávány, mezi jeho úkoly mj. patřilo sledovat vývoj automobilové techniky ve světě a o všech významnějších objevech informovat příslušná místa. Donucen odejít do důchodu (politika posílání přesluhujících osob nad 60 let do důchodu, v té době přesluhoval již 15 let).

### 1959
Brigádník technického sekretariátu náměstka ústředního ředitele Motokovu, do půl roku opět donucen odejít.
Nadále navrhoval, inovoval, publikoval a přednášel. Posledním návrhem byl osobní automobil „ČSSR 1100“, který v roce 1969 86letý Kec zaslal ministerstvu průmyslu, návrh nebyl realizován.

### 1964
V tomto roce byla podána přihláška patentu č. 120512: Řadicí mechanismus ing. Rudolfa Vykoukala a ing. Františka Kece. Po 30 letech se bývalý ředitel automobilky Praga a konstruktér pragovky sešli u společné práce. V letech 1921-1964 podal ing. František Kec a bylo mu přijato 20 československých patentů.
Byl autorem publikací Automobil a jeho obsluha (1912), první české příručky pro automobilisty, kterou sepsal s přednostou prodeje Pragy Františkem Malým, dočkala se deseti vydání. Roku 1919 napsal časovou úvahu Práce, roku 1925 pak stručnou příručku Autem jezditi snadno a rychle.

## Konstrukce automobilů

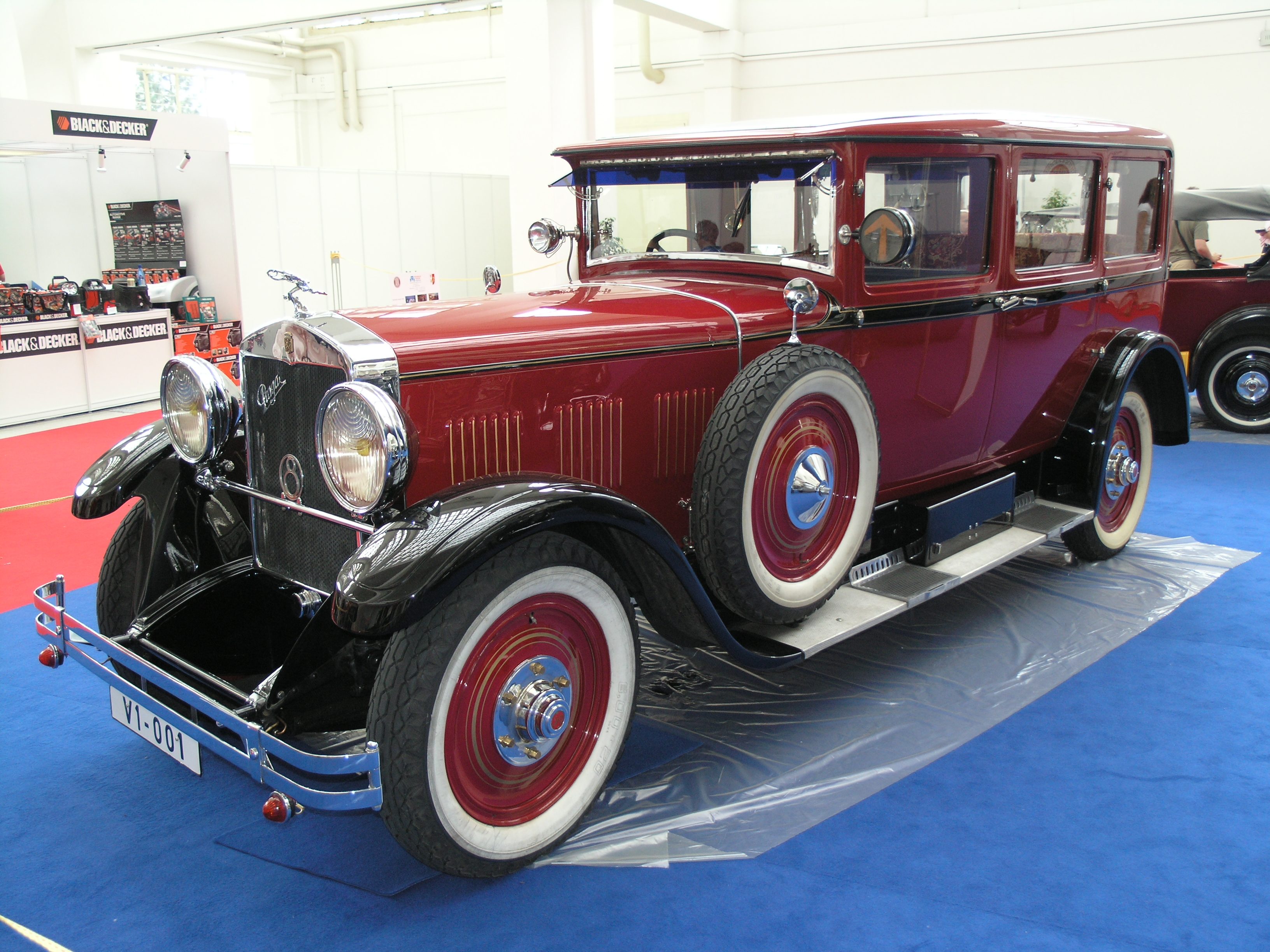
Praga Grand (1912)

### Osobní automobily
Do první světové války byly na základě jeho konstrukčních návrhů do sériové výroby zavedeny tři typy osobních automobilů:
Praga Mignon (1910-1929) – středně velký vůz
Praga Grand (1912–1932) - luxusní velký vůz – v roce 1912 zvítězil v Alpské jízdě, jezdil v ní na frontě poslední rakouský císař Karel I., ve 20. letech v ní jezdil T. G. Masaryk Praga Alfa (1913–1942) – malý lidový vůz. Po první světové válce pokračoval, navrhl a zkonstruoval Praga Piccolo (1924–1941) - menší rodinný vůz, který získal titul nejhezčí vůz výstavy v Ženevě.

### Nákladní automobily

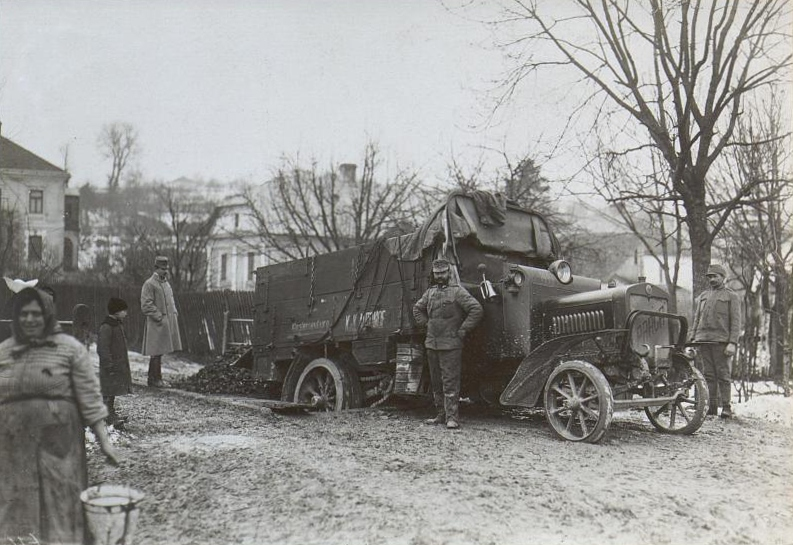
Praga V (1911), tzv. autovlak

S nákladními automobily v Pragovce začal, Praga V (1911) – tzv. autovlak, nosnost 5 t, Praga L (1912) – nosnost 2,5 t, Praga K (1913) – pětiradliční motorový pluh "nesené" soustavy, Praga N (1917) – nosnost 5 t, 7 převodů. Větší typ Praga U vyráběly v licenci značky Austro – Daimler, Austro – Fiat, Laurin & Klement, NW (Nesselsdorfer Wagenbau-Fabriks-Gesellschaft, od roku 1924 Tatra).
Všechny konstrukce Ing. Kece se výborně osvědčily v poli za války i v silničním provozu.

### Inovace a patenty
František Kec byl talentovaný samouk, automobilismus byla jeho celoživotní záliba. Studoval konkurenci, inspiroval se v Evropě i USA, vyhodnocoval, navrhoval, trval na kvalitních materiálech a účelné jednoduchosti. Byl inovativní co se týká konstrukcí, ale i bezpečnosti a pohodlí při jízdě a řízení auta. Zavedl brzdy na všechna 4 kola, bezpečnostní skla Triplex do všech autoskel, pojistný uzávěr na odnímatelná kola, samočinné vypínání směrových světel po průjezdu zatáčkou, brzdový posilovač Servofrein, z technických inovací patentoval a zavedl oběžné místo ztrátového mazání, čtyřku v převodovce, hydraulickou převodovku, kotoučovou místo kuželové spojky, sedmistupňovou převodovku pro nákladní auta, hlídač mazání (omezující při poklesu tlaku nejvyšší otáčky motoru pro bezpečné dojetí do servisu a mnoho dalších).
Dochovanou technickou pozůstalost (patenty, nákresy, technické výkresy, technickou korespondenci a písemnosti z veřejné činnosti, odborné a literární práce, přednášky, projevy a fotografie) rodina po smrti Kece odevzdala do Národního technického muzea v Praze.
V roce 1957 bylo zřízeno unikátní soukromé Automuzeum Praga nadšeným sběratelem Emilem Příhodou, které sídlí ve Zbuzanech u Prahy, je jedním z největších muzeí jedné značky na světě. Prezentuje historii významné české automobilky, čítá přes 70 kusů automobilů či dopravních prostředků, technickou dokumentaci a ostatní materiály, které prezentují také dílo Františka Kece a jeho éru v automobilce Praga.